# さくらん
『さくらん』は、安野モヨコの漫画作品。映画化され、2007年2月24日に公開された。

## 概要
江戸・吉原で育ったきよ葉が、花魁になるまでの葛藤や苦涯、事件などの人生模様が描かれている。
講談社の雑誌『イブニング』に2001年9月号から2003年第7号まで不定期連載された。2005年1月から『イブニング』で第二章がスタートしたが、現在は連載停止状態である。
キャッチコピーは「てめぇの人生、てめぇで咲かす」。

## あらすじ
吉原の玉菊屋に連れてこられた8歳の少女はきよ葉と名付けられ、高級花魁で気の強い粧ひに面倒を見られることに。何度も脱走を試みるきよ葉だが粧ひや玉菊屋の清次などに導かれ花魁になることを決意する。17歳になったきよ葉は持って生まれた美貌と気性の強さで一躍売れっ子となる。やがて、きよ葉は、お客として来た青年・惣次郎と恋に落ちるが…。

## 設定

### 遊女屋
玉菊屋（たまぎくや）
吉原の遊女屋で主人公のきよ葉らが在籍する店。粧ひを初めとする人気花魁を次々輩出している。
松葉屋（まつばや）
お染が在籍していた店。

## 登場人物

### 玉菊屋

#### 女郎
きよ葉（日暮）
物語の主人公。禿のときの名前は「とめき」、引込のときは「おりん」、新造のときは「きよ葉」、第二部（花魁）での名は「日暮（ひぐらし）」。本名は不明。
幼少の頃に父親が川で他界し、すでに母親も亡くしており、引き取りたいが貧しい地域だったため、玉菊屋に売られる。北の地方の出身だが、吉原に来る前のことは全て忘れたと言っている。玉菊屋に来る前から気が強く、口も悪く、女衒屋に毎日殴られていたが一度も泣かなかった「ふてぶてしいガキ」だった。玉菊屋にきてすぐに配属されたのは粧ひ。自分以上に性格が悪い粧ひをきよ葉は嫌っていた。禿時代は、このまま吉原にいれば恐ろしい花魁になってしまうと思い何度も脱走を図るが全て失敗しており、その度に折檻を受けている。初めて逃げた際には、すぐに捕まり髪まで剃られた。しかし、小さい時から器量が良く、最初から売れっ妓になれると周囲は話し、特別扱いされ他の禿よりも良い仕事をさせて、良い着物や化粧をされていた。気が強いせいで朋輩にも嫌われていた。粧ひが身請けされ吉原を出る際に、粧ひが初めて買った金蒔絵の長ぐしをもらい、恩が出来てしまったため、逃げ出すのを辞めた。
粧ひが身請けされた後は、三雲の下で世話になっていた。やがて引込禿となり、芸事を習うようになった。同じ稽古所に通う松葉屋の引込の一歳上の13歳のお染と仲良くなる。お染は大きなタレ目で大人しい子だが、きよ葉と目が合うと可愛らしくにこりと笑う少女だった。美貌と稽古熱心さから将来を期待された引込であり、「あしらい」を知っていたため、いずれは先輩を超える売れっ妓と評判だった。お染は何故かいつも稽古の邪魔をするきよ葉を気に入り「おりんちゃん」と呼び、2人だけで川辺で大声を上げて泣いた後に笑う練習をし、帰る時には「二人の時だけ泣いてもいい」という約束で、指きりげんまんをしていた。お染のおかげできよ葉も作り笑いが上達していった。三雲の太客の若狭屋の旦那に体当たりして逃げたが、若狭屋の旦那は何故かきよ葉を気に入り、「うまく行けば新造出しの金を若狭屋が出してくれるかもしれないから、挨拶をしてこい」と言われ、きよ葉は挨拶を嫌がったが「お染ちゃんとの約束。ここで笑わなきゃ嘘になる」とプライドを捨てて礼を言い、年に似合わぬ顔で「にやり」と笑う。周囲は呆れたが若狭屋の旦那はきよ葉の「にやり」を気に入り、新造出しを申し出た。しかし、その矢先にお染は松葉屋曰く「はやり病」で急死してしまう。周囲は「首でもくくったか、せっかんのしすぎで死んだんだろう」と語っていた。忌み嫌う廓の世界で唯一心を許した親友を亡くしたきよ葉は、まだお染がいるのではないかと川辺に行くが、やはりおらず1人で泣いていたところ、清次に「泣くなら客の前で泣け」と言われ、現実を受け入れた。
きよ葉の年に似合わぬ微笑み見たさに、新造出しから三ヵ月後にはお大尽が列をなした。新造出しには二百両かかった。かなり盛大で、煙草入れや扇子にもきよ葉の名前が入れられた。これは三雲の借金となり、もしきよ葉が見世から借りて新造出しをすれば年季が何年も伸びていた。「十年に一人の天神」と評される名器の持ち主。しかし馬鹿正直に高野屋のご隠居との初出しまでおぼこだった。話や歌などは上手いが琴は苦手。
三雲に盛大な新造出しをしてもらったため、「粧ひと三雲姐さんはいがみ合っていたらしいが、こうしてわっちの面倒を見てくれるんだからありがてぇ」「粧ひは根性悪だからこんな盛大に新造出ししてくれなかったかもしれない」と少し信頼するが、新造出しの礼を言った際に、三雲の首に蚊が止まり、きよ葉が言おうとすると、優雅な素振りで蚊を「とん」と叩き殺したため「油断は禁物じゃな…」と気を払うようになる。案の定、きよ葉は三雲の見た目に寄らぬ嫉妬深さでわざと恥をかかされ、自分がまだまだ甘いと知らされた。
水揚げの候補は2人いたが、大金を払った三雲を贔屓にしている高野屋の御隠居となった。それまでは「おぼこ」だった。恋をした事もなく、きよ葉に惚れた花屋にわざと気のあるふりをしたが、花屋は実は先輩である梅葉姐さんの間夫であった。梅葉はきよ葉に惚れていく花屋に嫉妬し「誓いを立てる」とみんなのいる前で小指を斬ってもらうよう即す。周囲は「およしよ」「今どき、はやらねぇ（今時は誰もやっていない）」と拒否したが、きよ葉は鉄びんで剃刀の上から思いっきり叩き、梅葉の小指を落とす。きよ葉は、自ら痛い思いをしてまで相手に心底惚れている梅葉を「うらやましくなんかない。これがこの街の遊びじゃないか」と思うが、心底惚れた事がないため、思わず泣いてしまった。
三雲の贔屓客の連れで来た惣次郎に「こういうのは私はさっぱり…お前は面白いのかい？」と聞かれ、考えた事もなかったがいつもの如く「あい（はい）」と答え、「お前の在所（出身）はどこだい？」と聞かれ、「全部忘れてしまいんした。ここへ来る前のことは。」と答えると、惣次郎は「じゃあ私も忘れよう。ここに来た時は。」と答えたことから、初めて心底男に惚れ、惣次郎を間夫にするほど互いに惚れ合う。しかし、間夫に入れ込み、大量に休んでしまって上客が切れて、きよ葉に借金までし、散々貢いだ挙句に間夫に逃げられた若菊に騙され、待たせていた上客の坂口を怒らせ、惣次郎は脱兎の如く逃げてしまった。しかし一目見たいと男装をして脱走し、三松屋まで会いに行く。惣次郎に会って「どんな顔をするだろう 酷い顔をするだろう」と思ったが、きよ葉を見た惣次郎はニコリと笑い、きよ葉は惣次郎を「鬼だ。笑う鬼だ。」と思い、声も掛けずに逃げて行った。布が取れ、髪も乱れて子供の頃にお染と泣いた川に辿りつくと、声を上げて泣いた。日が沈むまで川の中で泣き続け、ついに清次たち玉菊屋の男衆に見つかり連れ戻され、三日三晩、水責め・火責めの折檻を受ける（映画版では折檻のシーンは無かった）。しかし、きよ葉は三日三晩の折檻も初めて苦しいとは感じず「どこへ行こうと同じこと。わかっただけで、もうけもんさ。」と思う。数日後、足抜けされたことを聞かれ「どこでとっ捕まったんだ？」と茶化され「とっ捕まったんじゃありんせん。てめえで帰って来ましたのさ。」と言って退けた。
しばらくし、（漫画版の冒頭）で、同僚で売れっ妓の花魁の高尾のしげじの頭を引っ掴み大泣かせする。その時のきよ葉は昼夜金二分で座敷持ち。ガラは悪いが廓のNo.3、育ての親のような存在の粧ひと同じほどまで出世していた。性格も受け継いでおり、同僚の特に高尾と不仲だった。前より煙管を吸うのが多くなっていた。さらには高尾が頭の回転の良さを利用しきよ葉に対する悪口の俳句を即座に読み、理解したきよ葉も顔面に回し蹴りをするなど暴れ者になっていた。高尾が間夫の絵描きと無理心中しようとし、逆に首を斬られて死んでしまい、間夫も逃げた際には、高尾の死を受け止めないしげじを無残な姿になった高尾の隣に投げていた。高尾の死後、若菊が身請けされるようになり、晴れて花魁となるが、本人は嫌がっていた。
どんなに売れて、客の扱いも上手くなったが、仕事以外での食事の食べ方は子供の頃から変わらず、米をかきこみ、がつがつと食べて口の周りに米粒をつけており「がっつきはなおらないねぇ」と呆れられていた。
禿や引込の頃に朋輩とは仲良くなかったが、ある程度成長し、廓にも慣れると朋輩と仲良くなっていた。後から入ってきた「にほひ」という同じく粧ひの世話になっていた女郎とよく行動している。
三雲
粧ひが吉原を去った後の玉菊屋で1番の人気で、きよ葉の面倒を見ていたが後に力をつけたきよ葉と玉菊屋で一、二を争うようになる。見た目とは裏腹に非常に嫉妬深く、ご隠居がきよ葉の突き出しの相手となることを知ると、隠れてきよ葉の禿を殴り怒りをぶつけた。
粧ひに対して「ニシンの昆布巻きと一緒さ。いいのは見た目だけ。」と発言し、いがみ合っていた。
粧ひと店で一位の座を争った後に、10年後にはきよ葉と若菊と自分が面倒を見た禿たちと一位の座を争っているため、年齢はかなりいっていると思われる。
漫画の冒頭できよ葉が花魁になる際にはいなかったため、身請けされたか、引退し芸妓になったと思われるが、三雲の性格から言えば芸妓に収まる人物ではないため、金持ちの贔屓に身請けされたと思われる。
映画版では登場せず後述の高尾にその設定が受け継がれている。
高尾
売れっ子の花魁。嫉妬深く、情熱的な面がある。頭の回転が速く、即興できよ葉に対しての悪口を含む俳句を詠み、きよ葉に回し蹴りされた。光信という浮世絵師の間夫がおり、剃刀で光信の事を殺して心中を試みたが逆に自分だけ殺される。しげじという禿を面倒見ており、しげじがきよ葉の弱味を握ったと言った際に、全く弱味ではないにも関わらず「きよ葉の弱味を握るなんてお手柄だね。誰にも言うんじゃないよー いざって時に使うんだ。」と褒めたり、しげじがきよ葉に泣かされた時にはきよ葉の顔を足で踏みつけた。後輩たちの面倒見が良い。
引込禿の頃から仕込みに仕込み、やっと咲きこれからという時に殺害された。器量もあり、和歌も俳句も茶華道、将棋も出来た花魁であり、若菊やきよ葉ですら足元にも及ばない存在だった。
顔はきよ葉とは逆で目が小さく唇も小さい。さらにぽっちゃりしており、つり目・つり眉で流し目が自然と出来る当時では絶世の美女である。
映画版では隠居の馴染となっており、漫画版の三雲の設定が受け継がれている。
ちなみに伝説の花魁で「高尾太夫」という人物が実在している。高尾太夫は3人おり、どれがモデルかは不明だが、一番有名な高尾太夫は廓育ちの禿立ちで大金持ちの家に身請けに出されて、「女郎のくせに」と周囲に言われたが、家事がとても素早く出来、大和撫子だったという。しかし、本作の高尾のように殺害された人物はいない。
若菊
タレ目で唇が厚い美人。売れっ子だが、惚れ込んだ間夫に会いたいがために身揚りで7日も休み、髪も結えないほどに借金がかさんでしまう。店から「今日中に一切合切質へぶちこんで金を作れ！」と言われ琴を売るように言われたが、それだけは頑なに拒んだ。たまたまその言い争いを見ていたきよ葉が惣次郎に会った翌日で舞い上がっており、普段は起こさない仏心で三両貸す代わりに琴を肩代わりにもらった。間夫は散々貢がせて消えてしまった。そのため、仕事も上手くいき、間夫とも上手くいっているきよ葉を妬み、惣次郎ときよ葉を離させようとする。性格は少し三雲に似ており、暴力は振るわないが、精神的に痛めつけてきよ葉から太客も間夫も失わせ「同じ思いをしてるからこそ、同じ地獄に落とさなきゃ気がすまないのさ」ときよ葉に思わせた。最終的には松の位の遊女になり、身請けされた。
梅葉
きよ葉に自分の間夫を取られ、その間夫に誓いを立てるために、左手薬指をカミソリで切断し、その間夫に送った。周囲の女郎に切断して欲しいと頼むが断られた為、きよ葉に頼んで切ってもらった。
粧ひ（しょうひ）
禿だった頃のきよ葉の面倒を見、女郎として一人前になるための手練手管を教え花魁になることを決心させた。気が強く口が悪くて根性も悪いが、美人で機転が利いてその上、床上手であった為、好き嫌いは分かれるが番付では常に上位3番に入った。何度も「女郎は嫌だ」と逃げ出すきよ葉に対し、「お前は花魁にはなれない。逆立ちしたってなれない。しかし外に出ても仕事もないから、ドブさらいかせっちんの掃除をして稼いで生活すればいい。」と突き放したが、きよ葉が「俺は花魁になってお前を見返すんだ！」と無意識に言わせ、手練手管を見せつけた。
仕事に異様なまでに誇りを持っており、きよ葉が朋輩に着物を隠され遣り手に叱られた際に「買って返す」と開き直ると、ものすごい形相できよ葉の顔を掴むと「お前はこの着物ひとつ買うことがどれほどのことか知っているのか！！なめた口ききやがると承知しねぇぞ！」ときよ葉を張り倒した。また、きよ葉が朋輩のにほひに「とめきどんはいいなぁ。将来はおいらんになれるとおばばさまや太鼓どんが言っていた。」と言われ「花魁になんぞなりとうない」というと、きよ葉の耳を掴み「なりたくてもなれないやつの方が多いんだ。「なりとうない」はなってから言え」と怒鳴りつけた。
過去に医者、和尚に求婚されたが断り、後に大店の材木問屋の若旦那に身請けされ、吉原を出た。身請けされた時には店の従業員から「あの子は幸せな子だよ」と言われたが、昔から粧ひを知る女郎たちからは「廓育ちの禿立ちがお店のご内儀などと、苦労は目に見えていんす。ほんに、わっちゃあ頼まれてもイヤじゃわい」と陰口を叩かれた。吉原を出る際に、初めての給金で買った金蒔絵の長ぐしを無くし、探しあてたきよ葉が周りの禿に「盗っ人」扱いされ、暴れたきよ葉の頭を一掴みでおとなしくさせ、きよ葉に譲り渡す。きよ葉が断るも「人より多くをもらうものは人より多く憎まれる。それがお職の花魁サ。憎まれっ子のお前にはうってつけじゃ。」とにやりと笑った。これには思わず悲しさを我慢していたきよ葉も声を上げて泣き周りから「可哀想なことをした」とやっときよ葉の無実を自らで証明させた。この髪飾りがきっかけできよ葉が花魁にのぼり詰めるための覚悟を託す意も込められた、最後の贈り物であった。
朋輩から相当嫌われていたのか、大門を出る時に、朋輩は挨拶はしたが後ろを向いた瞬間に舌を出された。出ていく時も相変わらずの飄々とした顔だったが、懐かしむように振り返り、柵があり、烏が飛び立つ夕方を思い出していたため、粧ひもきよ葉と同じく、幼少期に大門から出たいと思っていたことを伺わせる。
身請けに出される際に「廓育ちの禿立ちがお店の御内儀などと。苦労は目に見えていんす」と陰口を言われているため、母親も遊女であり、廓で生まれ、大門から一度も出た事がない根っからの女郎だったと思われる。

#### その他
清次
玉菊屋の男衆。きよ葉が幼い頃からいた。
映画版では玉菊屋の一人娘との縁談が決まっていたがきよ葉の身請けの日にきよ葉と駆け落ちをする。
楼主
玉菊屋の主人。大晦日の無礼講で庭の池に放り込まれた。
女将
玉菊屋の女将。きよ葉の言動に気を揉んでいる。
遣り手婆
遊女たちの世話人。恰幅のいい女性。きよ葉達遊女の折檻も行う。
にほひ
粧ひについていた禿で、きよ葉の朋輩。
恵まれた容姿ではないため自分は遊女にはなれないときよ葉にぼやく。
しげじ
元々は高尾の禿で、高尾が死んだ後はきよ葉が面倒を見る。

### 松葉屋
お染（おそめ）
年齢はきよ葉のひとつ上で、きよ葉とは稽古所が同じだった。きよ葉とは「2人きりのときだけ泣いてもよい」という約束をしており、辛いことがあると2人で川に行き、思いっきり泣いていた。引込新造時代からあしらいを知っていた為、松葉屋の人気花魁・瀬川を越える売れっ妓になると周囲から期待される。突き出しは五百両をかけて盛大に行われるが、ほどなくして死亡する。松葉屋は、死因をはやり病としたが、自殺したか折檻のしすぎで死亡したと噂される。
瀬川
松葉屋の人気女郎。顔は一度も登場しておらず、名前もお染の説明のとき以外は登場していない。

### 客
倉之助
武士。花魁道中をする日暮を見初め、客になる。潔い態度の日暮をますます好み、後に馴染みとなる。きよ葉を請け出そうとした。
惣次郎
商家・三松屋の総領息子。元々は三雲の客だが、後にその名代として惣次郎を相手にしたきよ葉の間夫となる。実は遊び人で、遊女屋でのしきたりを知らないふりをしていた。
光信
浮世絵師。高尾の間夫で高尾を殺害し、逃走。高尾からは「光さん」と呼ばれていた。
坂口
地方の大名。犬好きで、犬の真似をして座敷に入ってきたきよ葉を気に入る。
文左衛門（ご隠居）
高野屋の旦那で、若い頃から吉原で遊びぬいた人物。おとなしい女郎を好み、若いというだけで芸のない新造を嫌う。三雲の間夫で、きよ葉が三雲に一杯食わせられる原因を作った人物である為、きよ葉とは因縁の仲。また、きよ葉には「クソじじい」と呼ばれている。しかし、後々にきよ葉を気に入り、きよ葉の突き出しの相手となる。
漫画では三雲の馴染みで、映画では高尾の馴染み。
若狭屋の旦那
三雲の間夫だが、きよ葉を妙に気に入っている。きよ葉を新造の時からかわいがっているので突き出しを狙っていたが、ご隠居の根回しによりできなくなった為、怒りを露にしていた。

### その他
虎次
女衒の男で、きよ葉を玉菊屋に連れてきた。
花屋
玉菊屋に花を売りに来た際に、きよ葉に一目惚れする。

## 書誌情報

### 単行本
- 安野モヨコ『さくらん』講談社〈イブニングKC〉
  1. 2003年11月6日発行、ISBN 4-06-334829-6
- 安野モヨコ『安野モヨコ選集 さくらん』小学館 2024年6月27日発売[1] ISBN 978-4-77-803351-4

原画集にも収録された第二章全3話を、コミックス単行本としては初収録している

### 関連書籍
- 安野モヨコ『安野モヨコ STRIP!』小学館 2016年9月6日発売 ISBN 978-4-09-179210-5

安野モヨコの初の原画集。第二章全3話を収録。

## 映画
上記漫画を原作とした映画作品が蜷川実花監督のもと、2007年2月24日よりシネクイントをメイン館に首都圏関東公開、同年3月3日より全国150館拡大公開された。主演は『下妻物語』で注目を集めた土屋アンナ、助演は『亡国のイージス』で出演した安藤政信、脚本はタナダユキ、音楽監督は椎名林檎。PG12指定である。
第31回日本アカデミー賞で、優秀音楽賞を椎名林檎、優秀美術賞を岩城南海子が受賞した。
また、玉菊屋の客役で原作者の安野モヨコとその夫の庵野秀明も出演している。

### スタッフ
- 監督：蜷川実花
- 原作：安野モヨコ
- 脚本：タナダユキ
- 音楽：椎名林檎
- エグセクティブ・プロデューサー：椎名保
- チーフ・プロデューサー：豊島雅郎
- プロデューサー：宇田充、藤田義則
- アソシエイト・プロデューサー：谷島正之
- ライン・プロデューサー：中林千賀子
- 撮影：石坂拓郎
- 照明：熊谷秀夫
- 美術：岩城南海子
- 装飾：相田敏晴
- スタイリスト：伊賀大介、杉山優子
- 生花デザイン：東信
- アクションコーディネーター：カラサワイサオ
- グラフィック・デザイン：タイクーングラフィックス
- 視覚効果：橋本満明
- 録音：松本昇和
- 編集：森下博昭
- スクリプター：小泉篤美
- 制作担当：本藤雅浩
- 助監督：山本透
- 日本江戸文化スーパーバイザー：藤原千恵子、峰崎博次
- 三味線演奏：常磐津文字東久
- 振付･所作指導：花柳錦翠美
- 特別番組制作：TimeWarp
- 配給：アスミック・エース
- 製作：蜷川組「さくらん」フィルム・コミッティ（アスミック・エース、パルコ、講談社、テレビ朝日、朝日放送、タワーレコード、WOWOW、メ〜テレ、シネマ・インヴェストメント、電通）

### キャスト
- きよ葉(日暮)：土屋アンナ・幼少期:小池彩夢
- 松本倉之助：椎名桔平
- 惣次郎：成宮寛貴
- 高尾：木村佳乃
- 粧ひ：菅野美穂
- 光信：永瀬正敏
- 若菊：美波
- 大工：山本浩司
- 坂口：遠藤憲一
- しげじ：山口愛
- お染：倉内沙莉
- お蘭：小泉今日子
- 楼主：石橋蓮司
- 女将：夏木マリ
- ご隠居：市川左團次（特別出演）
- 清次：安藤政信
- 桃花：蜷川みほ
- 揚羽：兵頭有紀
- 琴音：もたい陽子
- 空蝉：松下恵
- 昼顔：月船さらら
- 夕凪：藤森麻由
- 舞鶴：中村ゆり
- つつじ：海老沢神菜
- 雪路：近野成美
- 白玉：杉林沙織
- にほひ：吉田里琴
- とめき：齋藤飛鳥
- みやこ：矢口蒼依
- 遣手：星野晶子
- 吉造：野村貴志
- 小春：飯沢もも
- 明石：真中莉子
- 浮船：彩輝ゆう
- 若狭屋：影山英俊
- 粧ひの客：津田寛治
- きよ葉の客：長塚圭史
- 床紅葉の客：SABU
- 日暮の客：丸山智己
- 花屋：小栗旬
- 俺達：会田誠、安藤武徳、庵野秀明、忌野清志郎、大森南朋、小川洋之、小山登美夫、ゴリ（ガレッジセール）、古厩智之、村松利史
- 客：天田暦、飯塚俊太郎、井川哲也、大迫茂生、椎名泰三、芝崎昇、渋川清彦、清水伸、杉本凌士、清家栄一、田島俊弥、山田強

### 主題歌
- 主題歌「カリソメ乙女(DEATH JAZZ ver.)」 椎名林檎×SOIL&"PIMP"SESSIONS
- エンディング「この世の限り」 椎名林檎×斎藤ネコ＋椎名純平

### ロケ地
- 権現堂堤（埼玉県幸手市、桜並木と菜の花畑のシーン）
- 登別伊達時代村（北海道登別市）
- 堀口養魚場
- 多摩動物プロダクション
- 日産フィナンシャルサービス
- 常総フィルムコミッション
- 茨城県ワープステーション江戸村
- 水海道第一ホテル
- ホテルニュータカハシ
- 埼玉県ロケーションサービス
- 幸手市観光協会

### 関連商品

#### 音楽CD
『平成風俗』 椎名林檎×斎藤ネコ
本作のサウンドトラックアルバムの代わりに本作をイメージした音楽作品として、本作の上映日より3日早い2月21日にリリースされた。劇中歌や劇中歌の原曲が収録されている。ヴァイオリニスト斎藤ネコとの共同作品であり、「椎名林檎」の名義では4年ぶりにリリースするアルバムでもある。

#### DVD
- さくらん 〜花魁音楽画巻〜（DVD1枚組、2007年2月21日発売、発売元・アスミック・エース、販売元・角川映画）
  - 本編公開に先駆けて発売されたナビゲートDVD。

- さくらん 特別版（DVD2枚組、2007年8月3日発売・初回限定生産、発売元・アスミック・エース / 講談社、販売元・角川映画）
  - ディスク1：本編DVD
    - 映像特典
      - 特報・劇場予告編・TVスポット集

    - 音声特典
      - オーディオコメンタリー（土屋アンナ×安藤政信×監督：蜷川実花×プロデューサー：宇田充）

  - ディスク2：特典DVD
    - メイキング「さくらん撮影日記」〜密着3ヶ月!花魁たちの支度部屋〜
    - 未使用シーン集〜切って切なく〜
    - イベント桜前線!宣伝道中2006年春―2007年春
      - 制作発表記者会見
      - クランクアップ会見
      - ベルリン出陣!記者会見&完成披露試写会
      - 名古屋「御圓座」一大花魁道中&舞台挨拶
      - 初日記者会見&舞台挨拶

    - 『さくらん』極彩色絵巻〜スペシャル番組集
      - 「さくらん・極彩色青春絵巻」（3分30秒×3バージョン）
      - 「さくらん・極彩色ワンダーランド・ツアー」（テレビ特番）

    - THIS IS O-I-R-A-N『さくらん』海外出陣映像集
      - 第57回ベルリン国際映画祭・正式上映
      - 第31回香港国際映画祭・特別部門オープニング上映
      - イギリスTV局による蜷川実花インタビュー

  - 特製スリーブケース付きデジパック仕様

- さくらん 通常版（DVD1枚組、2007年8月3日発売、発売元・アスミック・エース / 講談社、販売元・角川映画）
  - 映像・音声特典：特別版・ディスク1と同様

#### Blu-ray Disc
- 【TCE Blu-ray SELECTION】さくらん ブルーレイ スペシャル・エディション（BD1枚組、2012年9月5日発売、発売元・アスミック・エース / 講談社、販売元・TCエンタテインメント）
  - 映像・音声特典：THIS IS O-I-R-A-N『さくらん』海外出陣映像集を除く全映像・音声特典を収録